# Ministri del lavoro della Francia
Questo articolo fornisce l'elenco dei ministri del lavoro della Francia.

## Elenco

### Terza Repubblica
| Ministro                          | Incarico                                                                                          | Altro ministro o segretario di Stato | Incarico                                                                                 | Governo                                                 | Inizio                         | Fine                           |
| Presidenza di Armand Fallières    | Presidenza di Armand Fallières                                                                    | Presidenza di Armand Fallières       | Presidenza di Armand Fallières                                                           | Presidenza di Armand Fallières                          | Presidenza di Armand Fallières | Presidenza di Armand Fallières |
| --------------------------------- | ------------------------------------------------------------------------------------------------- | ------------------------------------ | ---------------------------------------------------------------------------------------- | ------------------------------------------------------- | ------------------------------ | ------------------------------ |
| Gaston Doumergue                  | Ministro del commercio, dell'industria e del lavoro                                               | Nessuno                              | Nessuno                                                                                  | Sarrien                                                 | 14 marzo 1906                  | 25 ottobre 1906                |
| René Viviani                      | Ministro del lavoro e della previdenza sociale                                                    | Nessuno                              | Nessuno                                                                                  | Clemenceau I Briand I                                   | 25 ottobre 1906                | 3 novembre 1910                |
| Louis Lafferre                    | Ministro del lavoro e della previdenza sociale                                                    | Nessuno                              | Nessuno                                                                                  | Briand II                                               | 3 novembre 1910                | 2 marzo 1911                   |
| Joseph Paul-Boncour               | Ministro del lavoro e della previdenza sociale                                                    | Nessuno                              | Nessuno                                                                                  | Monis                                                   | 2 marzo 1911                   | 27 giugno 1911                 |
| René Renoult                      | Ministro del lavoro e della previdenza sociale                                                    | Nessuno                              | Nessuno                                                                                  | Caillaux                                                | 27 giugno 1911                 | 14 gennaio 1912                |
| Léon Bourgeois                    | Ministro del lavoro e della previdenza sociale                                                    | Nessuno                              | Nessuno                                                                                  | Poincaré I                                              | 14 gennaio 1912                | 21 gennaio 1913                |
| René Besnard                      | Ministro del lavoro e della previdenza sociale                                                    | Nessuno                              | Nessuno                                                                                  | Briand III                                              | 21 gennaio 1913                | 18 febbraio 1913               |
| Presidenza di Raymond Poincaré    |                                                                                                   |                                      |                                                                                          |                                                         |                                |                                |
| René Besnard                      | Ministro del lavoro e della previdenza sociale                                                    | Nessuno                              | Nessuno                                                                                  | Briand IV                                               | 18 febbraio 1913               | 22 marzo 1913                  |
| Henry Chéron                      | Ministro del lavoro e della previdenza sociale                                                    | Nessuno                              | Nessuno                                                                                  | Barthou                                                 | 22 marzo 1913                  | 9 dicembre 1913                |
| Albert Métin                      | Ministro del lavoro e della previdenza sociale                                                    | Nessuno                              | Nessuno                                                                                  | Doumergue I                                             | 9 dicembre 1913                | 9 giugno 1914                  |
| Jean-Baptiste Abel                | Ministro del lavoro e della previdenza sociale                                                    | Nessuno                              | Nessuno                                                                                  | Ribot IV                                                | 9 giugno 1914                  | 13 giugno 1914                 |
| Maurice Couyba                    | Ministro del lavoro e della previdenza sociale                                                    | Nessuno                              | Nessuno                                                                                  | Viviani I                                               | 13 giugno 1914                 | 26 agosto 1914                 |
| Jean-Baptiste Bienvenu-Martin     | Ministro del lavoro e della previdenza sociale                                                    | Nessuno                              | Nessuno                                                                                  | Viviani II                                              | 26 agosto 1914                 | 29 ottobre 1915                |
| Albert Métin                      | Ministro del lavoro e della previdenza sociale                                                    | Nessuno                              | Nessuno                                                                                  | Briand V                                                | 29 ottobre 1915                | 12 dicembre 1916               |
| Étienne Clémentel                 | Ministro del commercio, dell'industria, dell'agricoltura, del lavoro, delle poste e dei telegrafi | Constant Roden                       | Sottosegretario di Stato al lavoro e alla previdenza sociale                             | Briand VI                                               | 12 dicembre 1916               | 20 marzo 1917                  |
| Léon Bourgeois                    | Ministro del lavoro e della previdenza sociale                                                    | Constant Roden                       | Sottosegretario di Stato al lavoro e alla previdenza sociale                             | Ribot V                                                 | 20 marzo 1917                  | 12 settembre 1917              |
| André Renard                      | Ministro del lavoro e della previdenza sociale                                                    | Nessuno                              | Nessuno                                                                                  | Painlevé I                                              | 12 settembre 1917              | 16 novembre 1917               |
| Pierre Colliard                   | Ministro del lavoro e della previdenza sociale                                                    | Nessuno                              | Nessuno                                                                                  | Clemenceau II                                           | 16 novembre 1917               | 2 dicembre 1919                |
| Paul Jourdain                     | Ministro del lavoro e della previdenza sociale                                                    | Nessuno                              | Nessuno                                                                                  | Clemenceau II                                           | 2 dicembre 1919                | 20 gennaio 1920                |
| Paul Jourdain                     | Ministro del lavoro                                                                               | Nessuno                              | Nessuno                                                                                  | Millerand I                                             | 20 gennaio 1920                | 18 febbraio 1920               |
| Presidenza di Paul Deschanel      |                                                                                                   |                                      |                                                                                          |                                                         |                                |                                |
| Paul Jourdain                     | Ministro del lavoro                                                                               | Nessuno                              | Nessuno                                                                                  | Millerand II                                            | 18 febbraio 1920               | 24 settembre 1920              |
| Presidenza di Alexandre Millerand |                                                                                                   |                                      |                                                                                          |                                                         |                                |                                |
| Paul Jourdain                     | Ministro del lavoro                                                                               | Nessuno                              | Nessuno                                                                                  | Leygues                                                 | 24 settembre 1920              | 16 gennaio 1921                |
| Daniel Daniel-Vincent             | Ministro del lavoro                                                                               | Nessuno                              | Nessuno                                                                                  | Briand VII                                              | 16 gennaio 1921                | 15 gennaio 1922                |
| Albert Peyronnet                  | Ministro del lavoro                                                                               | Nessuno                              | Nessuno                                                                                  | Poincaré II                                             | 15 gennaio 1922                | 29 marzo 1924                  |
| Daniel Daniel-Vincent             | Ministro del lavoro e dell'igiene                                                                 | Nessuno                              | Nessuno                                                                                  | Poincaré III                                            | 29 marzo 1924                  | 9 giugno 1924                  |
| Paul Jourdain                     | Ministro del lavoro e dell'igiene                                                                 | Nessuno                              | Nessuno                                                                                  | François-Marsal                                         | 9 giugno 1924                  | 14 giugno 1924                 |
| Presidenza di Gaston Doumergue    |                                                                                                   |                                      |                                                                                          |                                                         |                                |                                |
| Justin Godart                     | Ministro del lavoro, dell'igiene, dell'assistenza e della previdenza sociale                      | Nessuno                              | Nessuno                                                                                  | Herriot I                                               | 14 giugno 1924                 | 17 aprile 1925                 |
| Antoine Durafour                  | Ministro del lavoro, dell'igiene, dell'assistenza e della previdenza sociale                      | Nessuno                              | Nessuno                                                                                  | Painlevé II Painlevé III Briand VIII Briand IX Briand X | 17 aprile 1925                 | 19 luglio 1926                 |
| Louis Pasquet                     | Ministro del lavoro, dell'igiene, dell'assistenza e della previdenza sociale                      | Nessuno                              | Nessuno                                                                                  | Herriot II                                              | 19 luglio 1926                 | 23 luglio 1926                 |
| André Fallières                   | Ministro del lavoro, dell'igiene, dell'assistenza e della previdenza sociale                      | Nessuno                              | Nessuno                                                                                  | Poincaré IV                                             | 23 luglio 1926                 | 1º giugno 1928                 |
| Louis Loucheur                    | Ministro del lavoro, dell'igiene, dell'assistenza e della previdenza sociale                      | Alfred Oberkirch                     | Sottosegretario di Stato al lavoro, all'igiene, all'assistenza e alla previdenza sociale | Poincaré IV                                             | 1º giugno 1928                 | 11 novembre 1928               |
| Louis Loucheur                    | Ministro del lavoro, dell'igiene, dell'assistenza e della previdenza sociale                      | Alfred Oberkirch                     | Sottosegretario di Stato al lavoro, all'igiene, all'assistenza e alla previdenza sociale | Poincaré V Briand XI Tardieu I                          | 11 novembre 1928               | 21 febbraio 1930               |
| Louis Loucheur                    | Ministro del lavoro, dell'igiene, dell'assistenza e della previdenza sociale                      | Nessuno                              | Nessuno                                                                                  | Chautemps I                                             | 21 febbraio 1930               | 2 marzo 1930                   |
| Pierre Laval                      | Ministro del lavoro e della previdenza sociale                                                    | Pierre Cathala                       | Sottosegretario di Stato al lavoro e alla previdenza sociale                             | Tardieu II                                              | 2 marzo 1930                   | 13 dicembre 1930               |
| Édouard Grinda                    | Ministro del lavoro e della previdenza sociale                                                    | Auguste Mounié                       | Sottosegretario di Stato al lavoro e alla previdenza sociale                             | Steeg                                                   | 13 dicembre 1930               | 27 gennaio 1931                |
| Adolphe Landry                    | Ministro del lavoro e della previdenza sociale                                                    | Maurice Foulon                       | Sottosegretario di Stato al lavoro e alla previdenza sociale                             | Laval I                                                 | 27 gennaio 1931                | 13 giugno 1931                 |
| Presidenza di Paul Doumer         |                                                                                                   |                                      |                                                                                          |                                                         |                                |                                |
| Adolphe Landry                    | Ministro del lavoro e della previdenza sociale                                                    | Maurice Foulon                       | Sottosegretario di Stato al lavoro e alla previdenza sociale                             | Laval II e III                                          | 13 giugno 1931                 | 20 febbraio 1932               |
| Pierre Laval                      | Ministro del lavoro e della previdenza sociale                                                    | Nessuno                              | Nessuno                                                                                  | Tardieu III                                             | 20 febbraio 1932               | 3 giugno 1932                  |
| Presidenza di Albert Lebrun       |                                                                                                   |                                      |                                                                                          |                                                         |                                |                                |
| Albert Dalimier                   | Ministro del lavoro e della previdenza sociale                                                    | Nessuno                              | Nessuno                                                                                  | Herriot III                                             | 3 giugno 1932                  | 18 dicembre 1932               |
| Albert Dalimier                   | Ministro del lavoro e della previdenza sociale                                                    | François de Tessan                   | Sottosegretario di Stato al lavoro e alla previdenza sociale                             | Paul-Boncour                                            | 18 dicembre 1932               | 31 gennaio 1933                |
| François Albert                   | Ministro del lavoro e della previdenza sociale                                                    | Nessuno                              | Nessuno                                                                                  | Daladier I                                              | 31 gennaio 1933                | 26 ottobre 1933                |
| Eugène Frot                       | Ministro del lavoro e della previdenza sociale                                                    | Nessuno                              | Nessuno                                                                                  | Sarraut I                                               | 26 ottobre 1933                | 26 novembre 1933               |
| Lucien Lamoureux                  | Ministro del lavoro e della previdenza sociale                                                    | Nessuno                              | Nessuno                                                                                  | Chautemps II                                            | 26 novembre 1933               | 9 gennaio 1934                 |
| Eugène Frot                       | Ministro del lavoro e della previdenza sociale                                                    | Nessuno                              | Nessuno                                                                                  | Chautemps II                                            | 9 gennaio 1934                 | 30 gennaio 1934                |
| Jean Valadier                     | Ministro del lavoro e della previdenza sociale                                                    | Nessuno                              | Nessuno                                                                                  | Daladier II                                             | 30 gennaio 1934                | 9 febbraio 1934                |
| Adrien Marquet                    | Ministro del lavoro e della previdenza sociale                                                    | Nessuno                              | Nessuno                                                                                  | Doumergue II                                            | 9 febbraio 1934                | 8 novembre 1934                |
| Paul Jacquier                     | Ministro del lavoro e della previdenza sociale                                                    | Nessuno                              | Nessuno                                                                                  | Flandin I                                               | 8 novembre 1934                | 1º giugno 1935                 |
| Ludovic-Oscar Frossard            | Ministro del lavoro e della previdenza sociale                                                    | Nessuno                              | Nessuno                                                                                  | Bouisson                                                | 1º giugno 1935                 | 7 giugno 1935                  |
| Ludovic-Oscar Frossard            | Ministro del lavoro e della previdenza sociale                                                    | Nessuno                              | Nessuno                                                                                  | Laval IV                                                | 7 giugno 1935                  | 24 gennaio 1936                |
| Ludovic-Oscar Frossard            | Ministro del lavoro e della previdenza sociale                                                    | Maxence Bibié                        | Sottosegretario di Stato al lavoro                                                       | Sarraut II                                              | 24 gennaio 1936                | 4 giugno 1936                  |
| Jean-Baptiste Lebas               | Ministro del lavoro e della previdenza sociale                                                    | Nessuno                              | Nessuno                                                                                  | Blum I                                                  | 4 giugno 1936                  | 22 giugno 1937                 |
| André Février                     | Ministro del lavoro e della previdenza sociale                                                    | Philippe Serre                       | Sottosegretario di Stato al lavoro                                                       | Chautemps III                                           | 22 giugno 1937                 | 18 gennaio 1938                |
| Paul Ramadier                     | Ministro del lavoro e della previdenza sociale                                                    | Gabriel Lafaye                       | Sottosegretario di Stato al lavoro                                                       | Chautemps IV                                            | 18 gennaio 1938                | 13 marzo 1938                  |
| Albert Sérol                      | Ministro del lavoro e della previdenza sociale                                                    | Philippe Serre                       | Sottosegretario di Stato al lavoro                                                       | Blum II                                                 | 13 marzo 1938                  | 10 aprile 1938                 |
| Paul Ramadier                     | Ministro del lavoro e della previdenza sociale                                                    | Nessuno                              | Nessuno                                                                                  | Daladier III                                            | 10 aprile 1938                 | 23 agosto 1938                 |
| Charles Pomaret                   | Ministro del lavoro e della previdenza sociale                                                    | Nessuno                              | Nessuno                                                                                  | Daladier III                                            | 23 agosto 1938                 | 21 marzo 1940                  |
| Charles Pomaret                   | Ministro del lavoro e della previdenza sociale                                                    | Nessuno                              | Nessuno                                                                                  | Reynaud                                                 | 21 marzo 1940                  | 16 giugno 1940                 |
| André Février                     | Ministro del lavoro e della previdenza sociale                                                    | Nessuno                              | Nessuno                                                                                  | Pétain                                                  | 16 giugno 1940                 | 27 giugno 1940                 |
| Charles Pomaret                   | Ministro del lavoro e della previdenza sociale                                                    | Nessuno                              | Nessuno                                                                                  | Pétain                                                  | 27 giugno 1940                 | 12 luglio 1940                 |

### Governo di Vichy
| Ministro          | Incarico                                                                | Altro ministro o segretario di Stato | Incarico                                          | Governo            | Inizio           | Fine             |
| Philippe Pétain   | Philippe Pétain                                                         | Philippe Pétain                      | Philippe Pétain                                   | Philippe Pétain    | Philippe Pétain  | Philippe Pétain  |
| ----------------- | ----------------------------------------------------------------------- | ------------------------------------ | ------------------------------------------------- | ------------------ | ---------------- | ---------------- |
| René Belin        | Ministro della produzione industriale e del lavoro                      | Nessuno                              | Nessuno                                           | Laval V (a Vichy)  | 12 luglio 1940   | 23 febbraio 1941 |
| René Belin        | Segretario di Stato per il lavoro                                       | Nessuno                              | Nessuno                                           | Darlan (a Vichy)   | 23 febbraio 1941 | 30 ottobre 1941  |
| René Belin        | Segretario di Stato per il lavoro                                       | Jean Terray                          | Segretario generale del lavoro e della manodopera | Darlan (a Vichy)   | 30 ottobre 1941  | 18 aprile 1942   |
| Hubert Lagardelle | Ministro del lavoro                                                     | Jean Terray                          | Segretario generale del lavoro e della manodopera | Laval VI (a Vichy) | 18 aprile 1942   | 6 giugno 1942    |
| Hubert Lagardelle | Ministro del lavoro                                                     | Nessuno                              | Nessuno                                           | Laval VI (a Vichy) | 18 aprile 1942   | 21 novembre 1943 |
| Jean Bichelonne   | Ministro della produzione industriale, delle comunicazioni e del lavoro | Nessuno                              | Nessuno                                           | Laval VI (a Vichy) | 21 novembre 1943 | 16 marzo 1944    |
| Marcel Déat       | Ministro segretario di Stato per il lavoro e la solidarietà nazionale   | Nessuno                              | Nessuno                                           | Laval VI (a Vichy) | 16 marzo 1944    | 26 agosto 1944   |

### Governo provvisorio della Repubblica francese
| Ministro                                      | Incarico                                      | Altro ministro o segretario di Stato          | Incarico                                                    | Governo                                       | Inizio                                        | Fine                                          |
| Governo provvisorio della Repubblica francese | Governo provvisorio della Repubblica francese | Governo provvisorio della Repubblica francese | Governo provvisorio della Repubblica francese               | Governo provvisorio della Repubblica francese | Governo provvisorio della Repubblica francese | Governo provvisorio della Repubblica francese |
| --------------------------------------------- | --------------------------------------------- | --------------------------------------------- | ----------------------------------------------------------- | --------------------------------------------- | --------------------------------------------- | --------------------------------------------- |
| Adrien Tixier                                 | Commissario per gli affari sociali            | René Sanson                                   | Segretario generale del lavoro                              | Governo provvisorio della Repubblica francese | 26 agosto 1944                                | 10 settembre 1944                             |
| Alexandre Parodi                              | Ministro del lavoro e della sicurezza sociale | Nessuno                                       | Nessuno                                                     | de Gaulle I                                   | 10 settembre 1944                             | 21 novembre 1945                              |
| Ambroise Croizat                              | Ministro del lavoro                           | Nessuno                                       | Nessuno                                                     | de Gaulle II                                  | 21 novembre 1945                              | 26 gennaio 1946                               |
| Ambroise Croizat                              | Ministro del lavoro e della sicurezza sociale | Marius Patinaud                               | Sottosegretario di Stato al lavoro e alla sicurezza sociale | Gouin                                         | 26 gennaio 1946                               | 24 giugno 1946                                |
| Ambroise Croizat                              | Ministro del lavoro e della sicurezza sociale | Marius Patinaud                               | Sottosegretario di Stato al lavoro                          | Bidault I                                     | 24 giugno 1946                                | 16 dicembre 1946                              |

### Quarta Repubblica
| Ministro                     | Incarico                                      | Altro ministro o segretario di Stato | Incarico                                                    | Governo                                             | Inizio                       | Fine                         |
| Presidenza di Vincent Auriol | Presidenza di Vincent Auriol                  | Presidenza di Vincent Auriol         | Presidenza di Vincent Auriol                                | Presidenza di Vincent Auriol                        | Presidenza di Vincent Auriol | Presidenza di Vincent Auriol |
| ---------------------------- | --------------------------------------------- | ------------------------------------ | ----------------------------------------------------------- | --------------------------------------------------- | ---------------------------- | ---------------------------- |
| Daniel Mayer                 | Ministro del lavoro e della sicurezza sociale | Nessuno                              | Nessuno                                                     | Blum III                                            | 16 dicembre 1946             | 22 gennaio 1947              |
| Ambroise Croizat             | Ministro del lavoro e della sicurezza sociale | Nessuno                              | Nessuno                                                     | Ramadier I                                          | 22 gennaio 1947              | 4 maggio 1947                |
| Robert Lacoste (ad interim)  | Ministro del lavoro e della sicurezza sociale | Nessuno                              | Nessuno                                                     | Ramadier I                                          | 4 maggio 1947                | 9 maggio 1947                |
| Daniel Mayer                 | Ministro del lavoro e della sicurezza sociale | Nessuno                              | Nessuno                                                     | Ramadier I                                          | 9 maggio 1947                | 22 ottobre 1947              |
| Daniel Mayer                 | Ministro degli affari sociali e dei veterani  | Nessuno                              | Nessuno                                                     | Ramadier II                                         | 22 ottobre 1947              | 24 novembre 1947             |
| Daniel Mayer                 | Ministro del lavoro e della sicurezza sociale | Nessuno                              | Nessuno                                                     | Schuman I Schuman II Marie Queuille I               | 24 novembre 1947             | 28 ottobre 1949              |
| Pierre Ségelle               | Ministro del lavoro e della sicurezza sociale | Nessuno                              | Nessuno                                                     | Bidault II                                          | 29 ottobre 1949              | 7 febbraio 1950              |
| Paul Bacon                   | Ministro del lavoro e della sicurezza sociale | Nessuno                              | Nessuno                                                     | Bidault II                                          | 7 febbraio 1950              | 2 luglio 1950                |
| Paul Bacon                   | Ministro del lavoro e della sicurezza sociale | Nessuno                              | Nessuno                                                     | Queuille II Queuille III Pleven I Pleven II Faure I | 2 luglio 1950                | 8 marzo 1952                 |
| Pierre Garet                 | Ministro del lavoro e della sicurezza sociale | Nessuno                              | Nessuno                                                     | Pinay                                               | 8 marzo 1952                 | 8 gennaio 1953               |
| Paul Bacon                   | Ministro del lavoro e della sicurezza sociale | Nessuno                              | Nessuno                                                     | Mayer Laniel I Laniel II                            | 8 gennaio 1953               | 19 giugno 1954               |
| Presidenza di René Coty      |                                               |                                      |                                                             |                                                     |                              |                              |
| Eugène Claudius-Petit        | Ministro del lavoro e della sicurezza sociale | Nessuno                              | Nessuno                                                     | Mendès France                                       | 19 giugno 1954               | 3 settembre 1954             |
| Louis Aujoulat               | Ministro del lavoro e della sicurezza sociale | Nessuno                              | Nessuno                                                     | Mendès France                                       | 3 settembre 1954             | 23 febbraio 1955             |
| Paul Bacon                   | Ministro del lavoro e della sicurezza sociale | Nessuno                              | Nessuno                                                     | Faure II                                            | 23 febbraio 1955             | 1º febbraio 1956             |
| Albert Gazier                | Ministro degli affari sociali                 | Jean Minjoz                          | Segretario di Stato per il lavoro e la sicurezza sociale    | Mollet Bourgès-Maunoury                             | 1º febbraio 1956             | 6 novembre 1957              |
| Paul Bacon                   | Ministro del lavoro e della sicurezza sociale | Jean Maga-Coutoucou                  | Sottosegretario di Stato al lavoro e alla sicurezza sociale | Gaillard                                            | 6 novembre 1957              | 14 maggio 1958               |
| Paul Bacon                   | Ministro del lavoro e della sicurezza sociale | Nessuno                              | Nessuno                                                     | Pflimlin                                            | 14 maggio 158                | 1º giugno 1958               |
| Paul Bacon                   | Ministro del lavoro                           | Nessuno                              | Nessuno                                                     | de Gaulle III                                       | 1º giugno 1958               | 8 gennaio 1959               |

### Quinta Repubblica
| Ministro                                                                          | Incarico                                                                                      | Ministro delegato o segretario di Stato | Incarico                                                                                                | Governo                         | Inizio                          | Fine                            |
| Presidenza di Charles de Gaulle                                                   | Presidenza di Charles de Gaulle                                                               | Presidenza di Charles de Gaulle         | Presidenza di Charles de Gaulle                                                                         | Presidenza di Charles de Gaulle | Presidenza di Charles de Gaulle | Presidenza di Charles de Gaulle |
| --------------------------------------------------------------------------------- | --------------------------------------------------------------------------------------------- | --------------------------------------- | --- | ------------------------------- | ------------------------------- | ------------------------------- |
| Paul Bacon                                                                        | Ministro del lavoro                                                                           | Nessuno                                 | Nessuno                                                                                                 | Debré                           | 8 gennaio 1959                  | 14 aprile 1962                  |
| Paul Bacon                                                                        | Ministro del lavoro                                                                           | Nessuno                                 | Nessuno                                                                                                 | Pompidou I                      | 14 aprile 1962                  | 16 maggio 1962                  |
| Gilbert Grandval                                                                  | Ministro del lavoro                                                                           | Nessuno                                 | Nessuno                                                                                                 | Pompidou I                      | 16 maggio 1962                  | 28 novembre 1962                |
| Gilbert Grandval                                                                  | Ministro del lavoro                                                                           | Nessuno                                 | Nessuno                                                                                                 | Pompidou II                     | 6 dicembre 1962                 | 8 gennaio 1966                  |
| Jean-Marcel Jeanneney                                                             | Ministro degli affari sociali                                                                 | Nessuno                                 | Nessuno                                                                                                 | Pompidou III                    | 8 gennaio 1966                  | 6 aprile 1967                   |
| Jean-Marcel Jeanneney                                                             | Ministro degli affari sociali                                                                 | Jacques Chirac                          | Segretario di Stato per i problemi dell'occupazione                                                     | Pompidou IV                     | 6 aprile 1967                   | 31 maggio 1968                  |
| Maurice Schumann                                                                  | Ministro di Stato, Ministro degli affari sociali                                              | Yvon Morandat                           | Segretario di Stato per i problemi dell'occupazione                                                     | Pompidou V                      | 31 maggio 1968                  | 10 luglio 1968                  |
| Maurice Schumann                                                                  | Ministro di Stato, Ministro degli affari sociali                                              | Marie-Madeleine Dienesch                | Segretario di Stato                                                                                     | Couve de Murville               | 12 luglio 1968                  | 20 giugno 1969                  |
| Maurice Schumann                                                                  | Ministro di Stato, Ministro degli affari sociali                                              | Pierre Dumas                            | Segretario di Stato                                                                                     | Couve de Murville               | 12 luglio 1968                  | 20 giugno 1969                  |
| Presidenza di Georges Pompidou                                                    |                                                                                               |                                         | |                                 |                                 |                                 |
| Joseph Fontanet                                                                   | Ministro del lavoro, dell'occupazione e della popolazione                                     | Philippe Dechartre                      | Segretario di Stato                                                                                     | Chaban-Delmas                   | 22 giugno 1969                  | 5 maggio 1972                   |
| Joseph Fontanet                                                                   | Ministro del lavoro, dell'occupazione e della popolazione                                     | Nessuno                                 | Nessuno                                                                                                 | Chaban-Delmas                   | 5 maggio 1972                   | 6 luglio 1972                   |
| Edgar Faure                                                                       | Ministro di Stato, Ministro degli affari sociali                                              | Christian Poncelet                      | Segretario di Stato                                                                                     | Messmer I                       | 6 luglio 1972                   | 2 aprile 1973                   |
| Georges Gorse                                                                     | Ministro del lavoro, dell'occupazione e della popolazione                                     | Christian Poncelet                      | Segretario di Stato                                                                                     | Messmer II                      | 5 aprile 1973                   | 27 febbraio 1974                |
| Georges Gorse                                                                     | Ministro del lavoro, dell'occupazione e della popolazione                                     | Nessuno                                 | Nessuno                                                                                                 | Messmer III                     | 1º marzo 1974                   | 28 maggio 1974                  |
| Presidenza di Valéry Giscard d'Estaing                                            |                                                                                               |                                         | |                                 |                                 |                                 |
| Michel Durafour                                                                   | Ministro del lavoro                                                                           | Lionel Stoléru                          | Segretario di Stato per la condizione dei lavoratori manuali                                            | Chirac I                        | 28 maggio 1974                  | 27 agosto 1976                  |
| Christian Beullac                                                                 | Ministro del lavoro                                                                           | Lionel Stoléru                          | Segretario di Stato per la condizione dei lavoratori manuali                                            | Barre I                         | 27 agosto 1976                  | 30 marzo 1977                   |
| Christian Beullac                                                                 | Ministro del lavoro                                                                           | Jacques Legendre e Lionel Stoléru       | Segretari di Stato                                                                                      | Barre II                        | 30 marzo 1977                   | 6 aprile 1978                   |
| Christian Beullac                                                                 | Ministro del lavoro                                                                           | Nicole Pasquier                         | Segretario di Stato per l'occupazione femminile                                                         | Barre II                        | 10 gennaio 1978                 | 6 aprile 1978                   |
| Robert Boulin (morto il 29 ottobre 1979) poi Jean Mattéoli (dall'8 novembre 1979) | Ministro del lavoro e della partecipazione                                                    | Lionel Stoléru                          | Segretario di Stato per i lavoratori manuali e gli immigrati                                            | Barre III                       | 6 aprile 1978                   | 22 maggio 1981                  |
| Robert Boulin (morto il 29 ottobre 1979) poi Jean Mattéoli (dall'8 novembre 1979) | Ministro del lavoro e della partecipazione                                                    | Nicole Pasquier                         | Segretario di Stato per l'occupazione femminile                                                         | Barre III                       | 6 aprile 1978                   | 22 maggio 1981                  |
| Presidenza di François Mitterrand                                                 |                                                                                               |                                         | |                                 |                                 |                                 |
| Jean Auroux                                                                       | Ministro del lavoro                                                                           | Nessuno                                 | Nessuno                                                                                                 | Mauroy I                        | 22 maggio 1981                  | 23 giugno 1981                  |
| Jean Auroux                                                                       | Ministro del lavoro                                                                           | Nessuno                                 | Nessuno                                                                                                 | Mauroy II                       | 23 giugno 1981                  | 29 giugno 1982                  |
| Pierre Bérégovoy                                                                  | Ministro degli affari sociali e della solidarietà nazionale                                   | Jean Auroux                             | Ministro delegato all'occupazione                                                                       | Mauroy II                       | 29 giugno 1982                  | 22 marzo 1983                   |
| Pierre Bérégovoy                                                                  | Ministro degli affari sociali e della solidarietà nazionale                                   | Jack Ralite                             | Ministro delegato all'occupazione                                                                       | Mauroy III                      | 24 marzo 1983                   | 19 luglio 1984                  |
| Michel Delebarre                                                                  | Ministro del lavoro, dell'occupazione e della formazione professionale                        | Nessuno                                 | Nessuno                                                                                                 | Fabius                          | 19 luglio 1984                  | 20 marzo 1986                   |
| Philippe Séguin                                                                   | Ministro degli affari sociali e dell'occupazione                                              | Jean Arthuis                            | Segretario di Stato                                                                                     | Chirac II                       | 20 marzo 1986                   | 20 gennaio 1987                 |
| Philippe Séguin                                                                   | Ministro degli affari sociali e dell'occupazione                                              | Nessuno                                 | Nessuno                                                                                                 | Chirac II                       | 20 gennaio 1987                 | 12 maggio 1998                  |
| Michel Delebarre                                                                  | Ministro degli affari sociali e dell'occupazione                                              | Nessuno                                 | Nessuno                                                                                                 | Rocard I                        | 12 maggio 1988                  | 28 giugno 1988                  |
| Jean-Pierre Soisson                                                               | Ministro del lavoro, dell'occupazione e della formazione professionale                        | Nessuno                                 | Nessuno                                                                                                 | Rocard II                       | 28 giugno 1988                  | 16 maggio 1991                  |
| Martine Aubry                                                                     | Ministro del lavoro, dell'occupazione e della formazione professionale                        | Nessuno                                 | Nessuno                                                                                                 | Cresson                         | 16 maggio 1991                  | 4 aprile 1992                   |
| Martine Aubry                                                                     | Ministro del lavoro, dell'occupazione e della formazione professionale                        | Nessuno                                 | Nessuno                                                                                                 | Bérégovoy                       | 4 aprile 1992                   | 30 marzo 1993                   |
| Michel Giraud                                                                     | Ministro del lavoro, dell'occupazione e della formazione professionale                        | Nessuno                                 | Nessuno                                                                                                 | Balladur                        | 30 marzo 1993                   | 18 maggio 1995                  |
| Presidenza di Jacques Chirac                                                      |                                                                                               |                                         | |                                 |                                 |                                 |
| Jacques Barrot                                                                    | Ministro del lavoro                                                                           | Anne-Marie Couderc                      | Segretario di Stato presso il Primo ministro, responsabile per l'occupazione                            | Juppé I                         | 18 maggio 1995                  | 6 novembre 1995                 |
| Jacques Barrot                                                                    | Ministro del lavoro e degli affari sociali                                                    | Anne-Marie Couderc                      | Ministro dell'occupazione                                                                               | Juppé II                        | 6 novembre 1995                 | 4 giugno 1997                   |
| Martine Aubry                                                                     | Ministro dell'occupazione e della solidarietà                                                 | Nessuno                                 | Nessuno                                                                                                 | Jospin                          | 4 giugno 1997                   | 18 ottobre 2000                 |
| Élisabeth Guigou                                                                  | Ministro dell'occupazione e della solidarietà                                                 | Nessuno                                 | Nessuno                                                                                                 | Jospin                          | 18 ottobre 2000                 | 7 maggio 2002                   |
| François Fillon                                                                   | Ministro degli affari sociali, del lavoro e della solidarietà                                 | Nessuno                                 | Nessuno                                                                                                 | Raffarin I                      | 7 maggio 2002                   | 17 giugno 2002                  |
| François Fillon                                                                   | Ministro degli affari sociali, del lavoro e della solidarietà                                 | Nicole Ameline                          | Ministro delegato per la parità e l'uguaglianza professionale                                           | Raffarin II                     | 17 giugno 2002                  | 30 marzo 2004                   |
| Jean-Louis Borloo                                                                 | Ministro dell'occupazione, del lavoro e della coesione sociale                                | Nicole Ameline                          | Ministro della parità e dell'uguaglianza professionale                                                  | Raffarin III                    | 31 marzo 2004                   | 31 maggio 2005                  |
| Jean-Louis Borloo                                                                 | Ministro dell'occupazione, del lavoro e della coesione sociale                                | Laurent Hénart                          | Segretario di Stato per l'inserimento professionale dei giovani                                         | Raffarin III                    | 31 marzo 2004                   | 31 maggio 2005                  |
| Jean-Louis Borloo                                                                 | Ministro dell'occupazione, del lavoro e della coesione sociale                                | Gérard Larcher                          | Ministro delegato per i rapporti di lavoro                                                              | Raffarin III                    | 31 marzo 2004                   | 31 maggio 2005                  |
| Jean-Louis Borloo                                                                 | Ministro dell'occupazione, della coesione sociale e dell'edilizia abitativa                   | Gérard Larcher                          | Ministro delegato all'occupazione, al lavoro e all'inserimento professionale dei giovani                | De Villepin                     | 2 giugno 2005                   | 15 maggio 2007                  |
| Presidenza di Nicolas Sarkozy                                                     |                                                                                               |                                         | |                                 |                                 |                                 |
| Xavier Bertrand                                                                   | Ministro del lavoro, delle relazioni sociali e della solidarietà                              | Nessuno                                 | Nessuno                                                                                                 | Fillon I                        | 18 maggio 2007                  | 18 giugno 2007                  |
| Xavier Bertrand                                                                   | Ministro del lavoro, delle relazioni sociali e della solidarietà                              | Valérie Létard                          | Segretario di Stato per la solidarietà                                                                  | Fillon II                       | 19 giugno 2007                  | 17 marzo 2008                   |
| Xavier Bertrand                                                                   | Ministro del lavoro, delle relazioni sociali, della famiglia e della solidarietà              | Valérie Létard                          | Segretario di Stato per la solidarietà                                                                  | Fillon II                       | 18 marzo 2008                   | 14 gennaio 2009                 |
| Brice Hortefeux                                                                   | Ministro del lavoro, delle relazioni sociali, della famiglia, della solidarietà e della città | Valérie Létard                          | Segretario di Stato per la solidarietà                                                                  | Fillon II                       | 15 gennaio 2009                 | 23 giugno 2009                  |
| Xavier Darcos                                                                     | Ministro del lavoro, delle relazioni sociali, della famiglia, della solidarietà e della città | Nadine Morano                           | Segretario di Stato per la famiglia e la solidarietà                                                    | Fillon II                       | 23 giugno 2009                  | 22 marzo 2010                   |
| Éric Woerth                                                                       | Ministro del lavoro, della solidarietà e della funzione pubblica                              | Nadine Morano                           | Segretario di Stato per la famiglia e la solidarietà                                                    | Fillon II                       | 22 marzo 2010                   | 13 novembre 2010                |
| Xavier Bertrand                                                                   | Ministro del lavoro, dell'occupazione e della salute                                          | Nessuno                                 | Nessuno                                                                                                 | Fillon III                      | 14 novembre 2010                | 10 maggio 2012                  |
| Presidenza di François Hollande                                                   |                                                                                               |                                         | |                                 |                                 |                                 |
| Michel Sapin                                                                      | Ministro del lavoro, dell'occupazione, della formazione professionale e del dialogo sociale   | Nessuno                                 | Nessuno                                                                                                 | Ayrault I e II                  | 16 maggio 2012                  | 31 marzo 2014                   |
| François Rebsamen                                                                 | Ministro del lavoro, dell'occupazione e del dialogo sociale                                   | Nessuno                                 | Nessuno                                                                                                 | Valls I                         | 2 aprile 2014                   | 25 agosto 2014                  |
| François Rebsamen                                                                 | Ministro del lavoro, dell'occupazione, della formazione professionale e del dialogo sociale   | Nessuno                                 | Nessuno                                                                                                 | Valls II                        | 26 agosto 2014                  | 2 settembre 2015                |
| Myriam El Khomri                                                                  | Ministro del lavoro, dell'occupazione, della formazione professionale e del dialogo sociale   | Nessuno                                 | Nessuno                                                                                                 | Valls II                        | 2 settembre 2015                | 6 dicembre 2016                 |
| Myriam El Khomri                                                                  | Ministro del lavoro, dell'occupazione, della formazione professionale e del dialogo sociale   | Nessuno                                 | Nessuno                                                                                                 | Cazeneuve                       | 6 dicembre 2016                 | 15 maggio 2017                  |
| Presidenza di Emmanuel Macron                                                     |                                                                                               |                                         | |                                 |                                 |                                 |
| Muriel Pénicaud                                                                   | Ministro del lavoro                                                                           | Nessuno                                 | Nessuno                                                                                                 | Philippe I                      | 17 maggio 2017                  | 21 giugno 2017                  |
| Muriel Pénicaud                                                                   | Ministro del lavoro                                                                           | Nessuno                                 | Nessuno                                                                                                 | Philippe II                     | 21 giugno 2017                  | 18 maggio 2020                  |
| Muriel Pénicaud                                                                   | Ministro del lavoro                                                                           | Laurent Pietraszewski                   | Segretario di Stato incaricato della tutela della salute dei dipendenti contro la pandemiaa di COVID-19 | Philippe II                     | 19 maggio 2020                  | 3 luglio 2020                   |
| Élisabeth Borne                                                                   | Ministro del lavoro, dell'occupazione e dell'integrazione                                     | Brigitte Klinkert                       | Ministrro per l'integrazione                                                                            | Castex                          | 6 luglio 2020                   | 20 maggio 2022                  |
| Élisabeth Borne                                                                   | Ministro del lavoro, dell'occupazione e dell'integrazione                                     | Laurent Pietraszewski                   | Segretario di Stato per le pensioni e la salute sul lavoro                                              | Castex                          | 6 luglio 2020                   | 20 maggio 2022                  |
| Olivier Dussopt                                                                   | Ministro del lavoro, della piena occupazione e dell'integrazione                              | Carole Grandjean                        | Ministro delegato responsabile dell'istruzione e della formazione professionale                         | Borne                           | 20 maggio 2022                  | 9 gennaio 2024                  |
| Catherine Vautrin                                                                 | Ministro del lavoro, della salute e della solidarietà                                         | Nessuno                                 | Nessuno                                                                                                 | Attal                           | 11 gennaio 2024                 | 21 Settembre 2024               |
| Astrid Panosyan-Bouvet                                                            | Ministro del lavoro, della salute e della solidarietà                                         | Nessuno                                 | Nessuno                                                                                                 | Barnier                         | 21 settembre 2024               | 23 dicembre 2024                |
| Catherine Vautrin                                                                 | Ministro del lavoro, della salute, della solidarietà e della famiglia                         | Astrid Panosyan-Bouvet                  | Ministro responsabile del lavoro e dell'occupazione                                                     | Bayrou                          | 23 dicembre 2024                | in carica                       |